# Villanelle (pesniška oblika)
Villanelle [vilanél] (se ne sme pomešati z villanello) je pesniška oblika francoskega izvora, ki jo je v renesansi v Franciji uvedel Jean Passerat (1534–1602), francoski politični satirist in pesnik.

## Zgodovina
Zgodovina izraza Villanelle sega veliko dalj nazaj kot pomen, ki se ga uporablja zdaj. Francoska beseda villanelle izhaja iz italijanske besede villa (hiša) in villano (kmet). Villanelle naj bi torej pomenilo kmečko pesem (srednjeveško italjiansko in špansko obliko vesele plesne pesmi). Oblika je prišla v angleško govoreče države v 19. stol. in je še zmeraj popularna v Ameriki.

## Oblika
Villanelle ima pet tercin in eno kvartino (kitična struktura) in dve rimi (z devetnajstimi verzi naredi to villanelle tudi zelo težko pesniško obliko). Ima dva refrena, ki ustvarita pomenski kontrapunkt (tj. dve plati problema, ki ga pesem naznanja). Rima je verižna (ABA ABA ABA).

### Primer
Primer je odlomek iz pesmi valižanskega pesnika Dylana Thomasa "Do not go gentle into that good night":
Do not go gentle into that good night, (refren 1) A 

Old age should burn and rage at close of day; B 

Rage, rage against the dying of the light. (refren 2) A
Though wise men at their end know dark is right, A 

Because their words had forked no lightning they  B 

Do not go gentle into that good night. (refren 1) A
Good men, the last wave by, crying how bright A 

Their frail deeds might have danced in a green bay, B 

Rage, rage against the dying of the light. (refren 2) A
...
And you, my father, there on the sad height, A 

Curse, bless me now with your fierce tears, I pray. B 
 
Do not go gentle into that good night. (refren 1) A 

Rage, rage against the dying of the light. (refren 2) A